# الوكالة الكورية للتعاون الدولي
الوكالة الكورية للتعاون الدولي "كويكا"(KOICA، كورية: 한국국제협력단، هانجا: 韓國國際協力團) مؤسسة حكومية كورية جنوبية للتعاون الدولي أنشئت عام 1991 بهدف تنفيذ وتقديم المنح والمساعدات التي تقدمها كوريا على الصعيد الدولي ولدى الوكالة، 27 مكتب في الخارج يخدم أكثر من 50 دولة حول العالم.

## شعار الوكالة
- جعل العالم مكاناً أفضل.

## أهداف الوكالة
- توفير المساعدات الخاصة بالتنمية الاجتماعية والاقتصادي.
- الحد من مستوى الفقر وتحقيق أهداف الألفية التنموية.
- تحفيز المساعدات الإنسانية والأمن الإنساني.

## نشاطات الوكالة
- التعليم والصحة
- الصناعة والطاقة
- البيئة والتنمية الريفية
- تطوير الموارد البشرية

## وصلات خارجية
- الموقع الرسمي

http://www.koica.go.kr/
https://www.youtube.com/watch?v=GU4ZPVJsLK4